# Ernestotheres conicola
Genre
Espèce
Ernestotheres conicola est une espèce de crabe, la seule du genre Ernestotheres.

## Hôtes
Cette espèce est symbionte de gastéropodes du genre Conus.

## Distribution
Elle se rencontre de la Guinée au Congo.